# Acquario di Genova
Az Acquario di Genova Olaszország legnagyobb akváriuma. Az olaszországi Genova régi kikötőjében található, 3100 m² akvárium az Európai Állatkertek és Akváriumok Szövetségének (EAZA) tagszervezete, és évente több mint 1,2 millió látogatót fogad.

## Története
Az akvárium eredetileg a Genovai Expo '92 (Genova '92 Colombo '92 Nemzetközi Kiállítás) alkalmából épült, amely a genovai tengerész, Kolumbusz Kristóf az újvilág felfedezésének 500. évfordulóját ünnepelte. Az épületet, amely egyesek szerint úgy néz ki, mint egy tengerre készülő hajó, a genovai építész, Renzo Piano tervezte a Renzo Piano Building Workshop-tól. Az 1992-es megnyitóra a belső kialakítást és a kezdeti kiállítási tárgyakat Peter Chermayeff tervezte a Cambridge Seven Associates tervezőcsapatának vezetésével. 1998-ban az akváriumot egy 100 méteres hajóval bővítették, amelyet egy sétány köt össze az eredeti épülettel.

## Kiállítások
Az eredeti kiállítási koncepció szerint a Ligur-tenger, az Atlanti-óceán északi része és a Karib-tenger zátonyai voltak bemutatva "két szemszögből, az egyik az 1492-es Újvilág és az Óvilág találkozása, a másik az 1992-es ökológiai tudatosság és a jelen szemszögéből".
Az akvárium 70 akváriumot foglal magában, amelyek összesen 6 000 000 liternyi vizet és közel 10 000 m² kiállítóteret tartalmaznak.
A medencékben 400 különböző faj 12 000 állatát láthatjuk, köztük halakat, tengeri emlősöket, madarakat, hüllőket, kétéltűeket és gerincteleneket. Ezek között vannak delfinek, tengeri tehenek, cápák, fókák, ráják, boák, medúzák és pingvinek.

## Természetvédelem
A genovai Akvárium koordinálja az AquaRing uniós projektet, és az online erőforrásközpontján keresztül tudományos szakértelmet és tartalmat biztosít az AquaRing számára, beleértve dokumentumokat, képeket, tudományos tartalmakat és interaktív online kurzusokat.

## Képgaléria

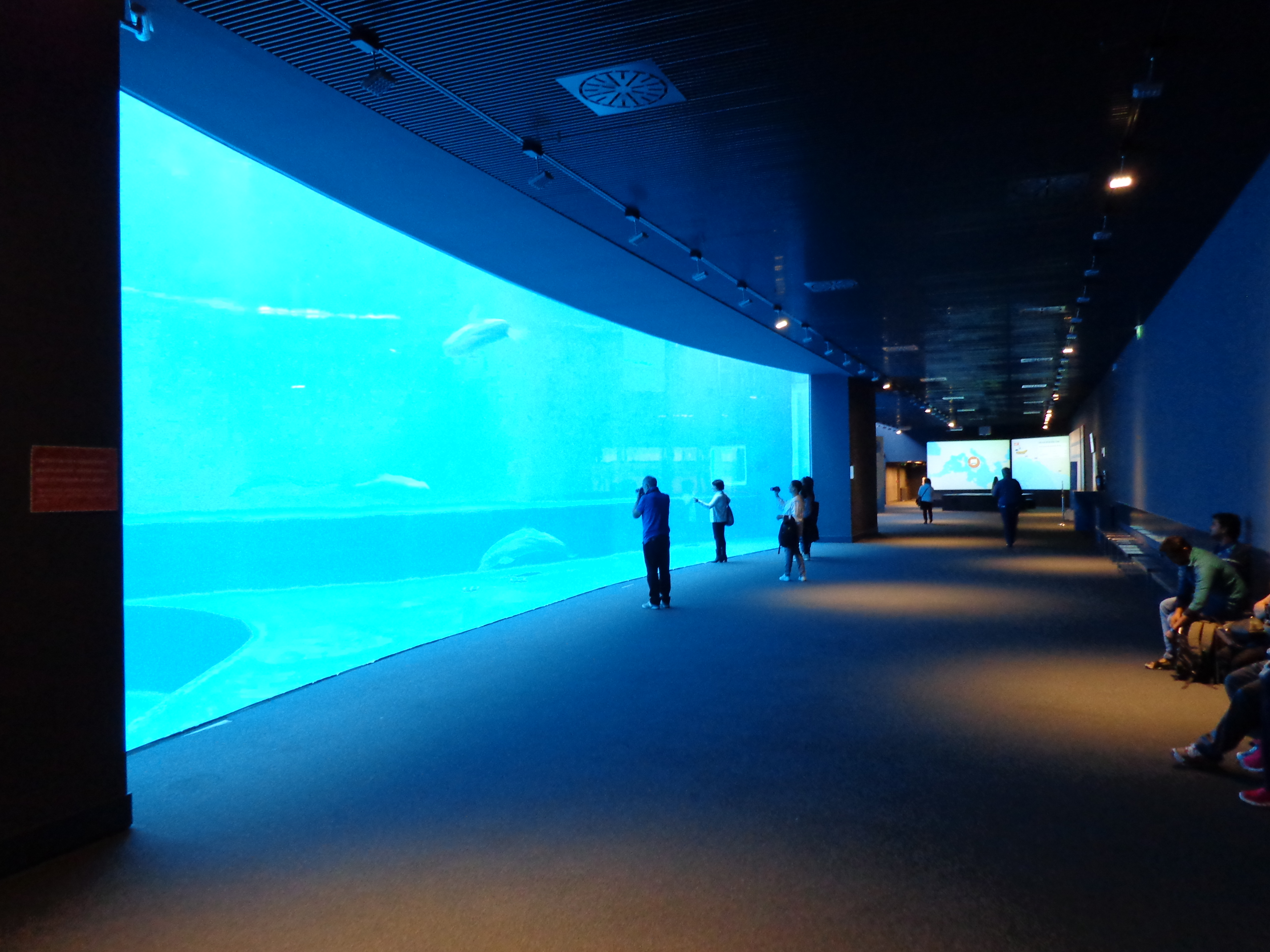
Cetaceans pavilion
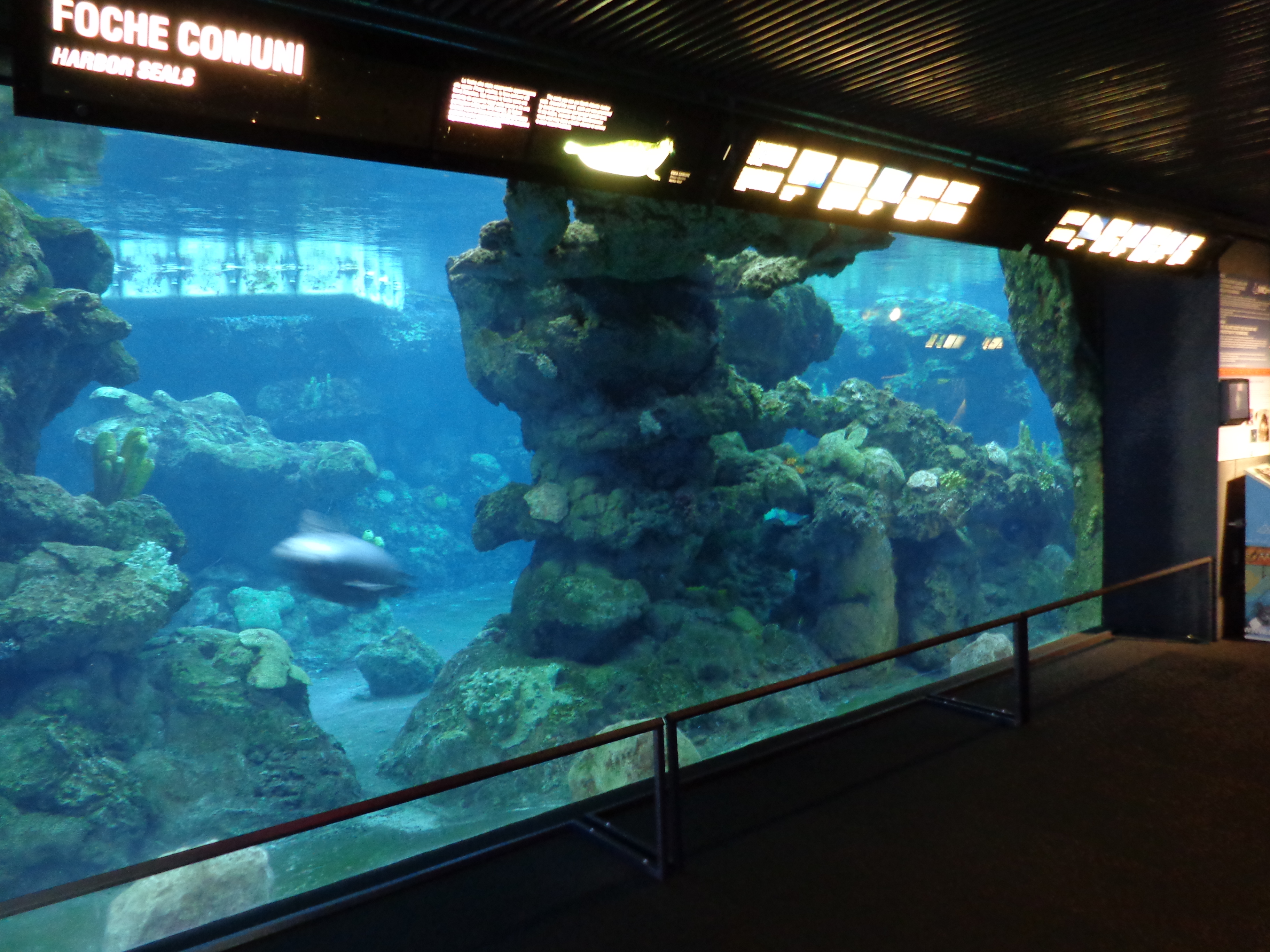
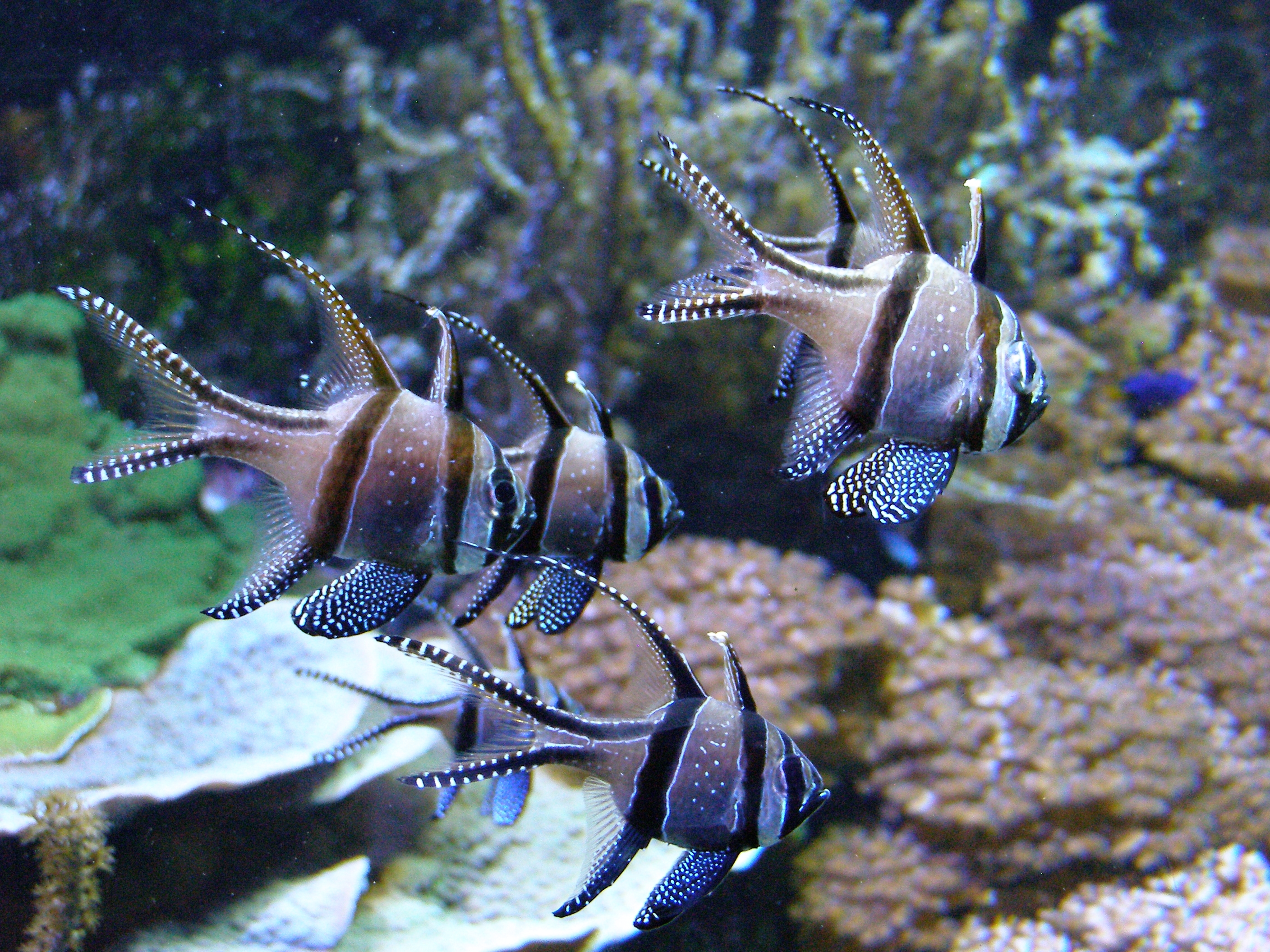
Pterapogon kauderni
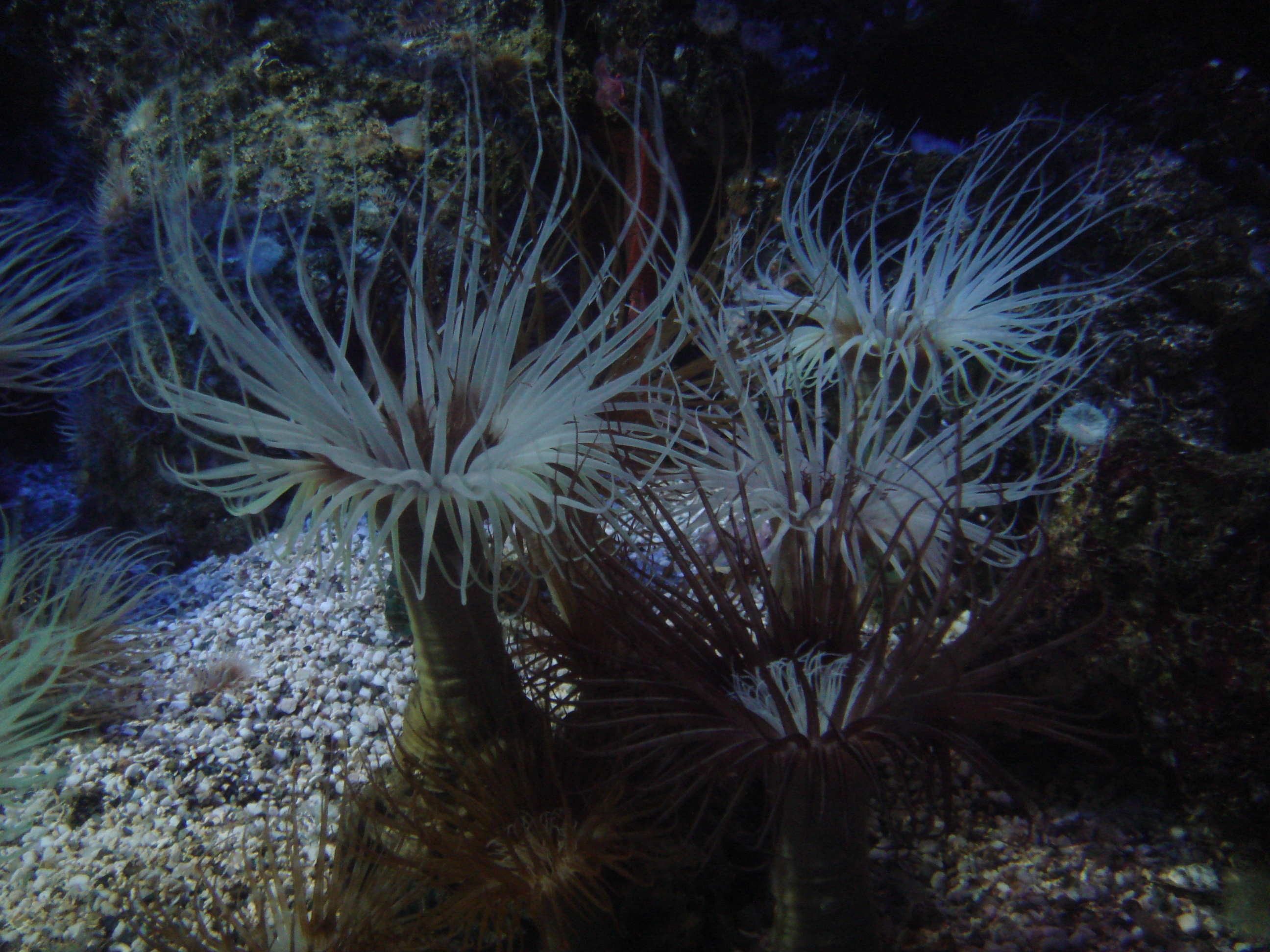
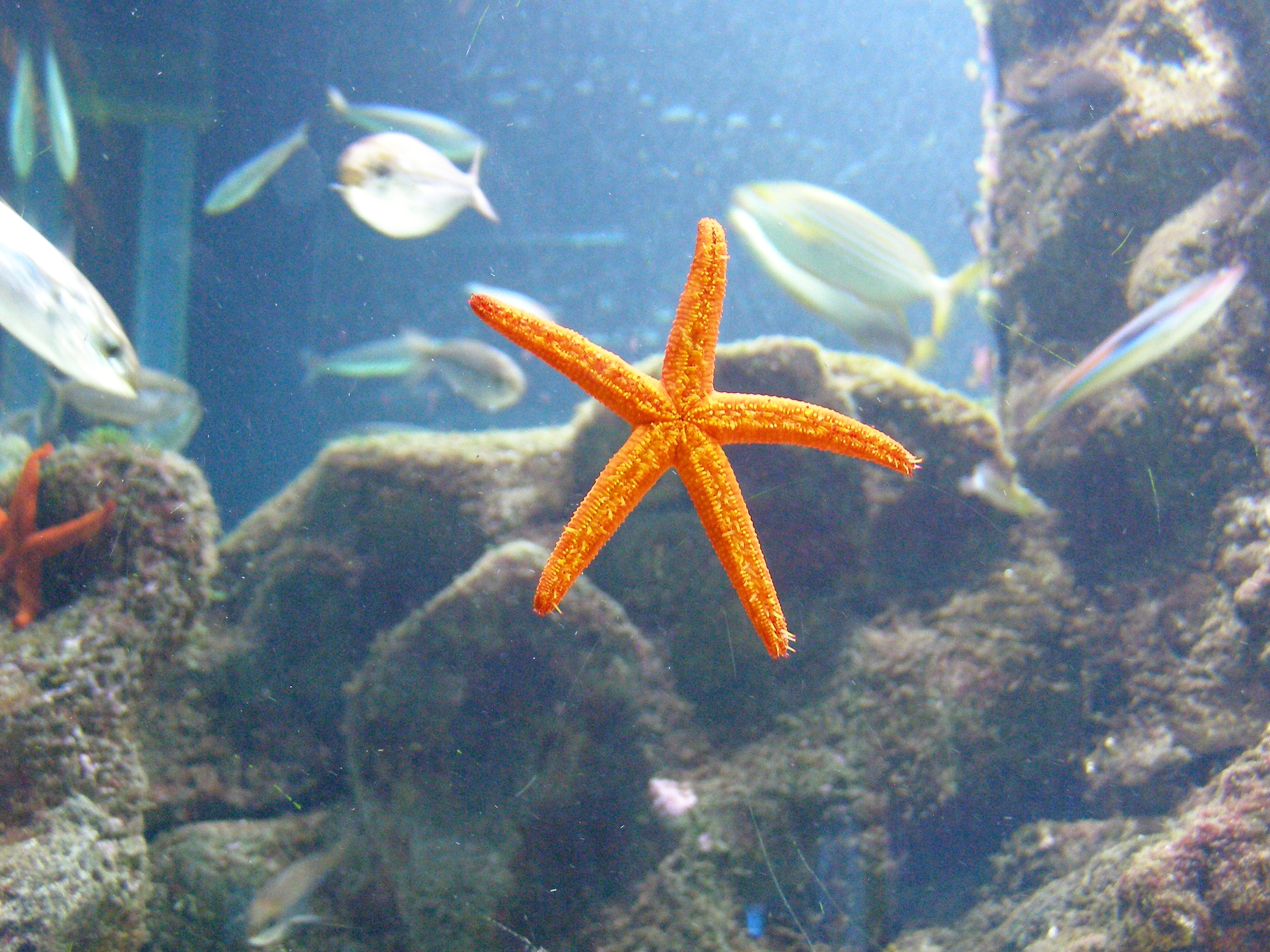
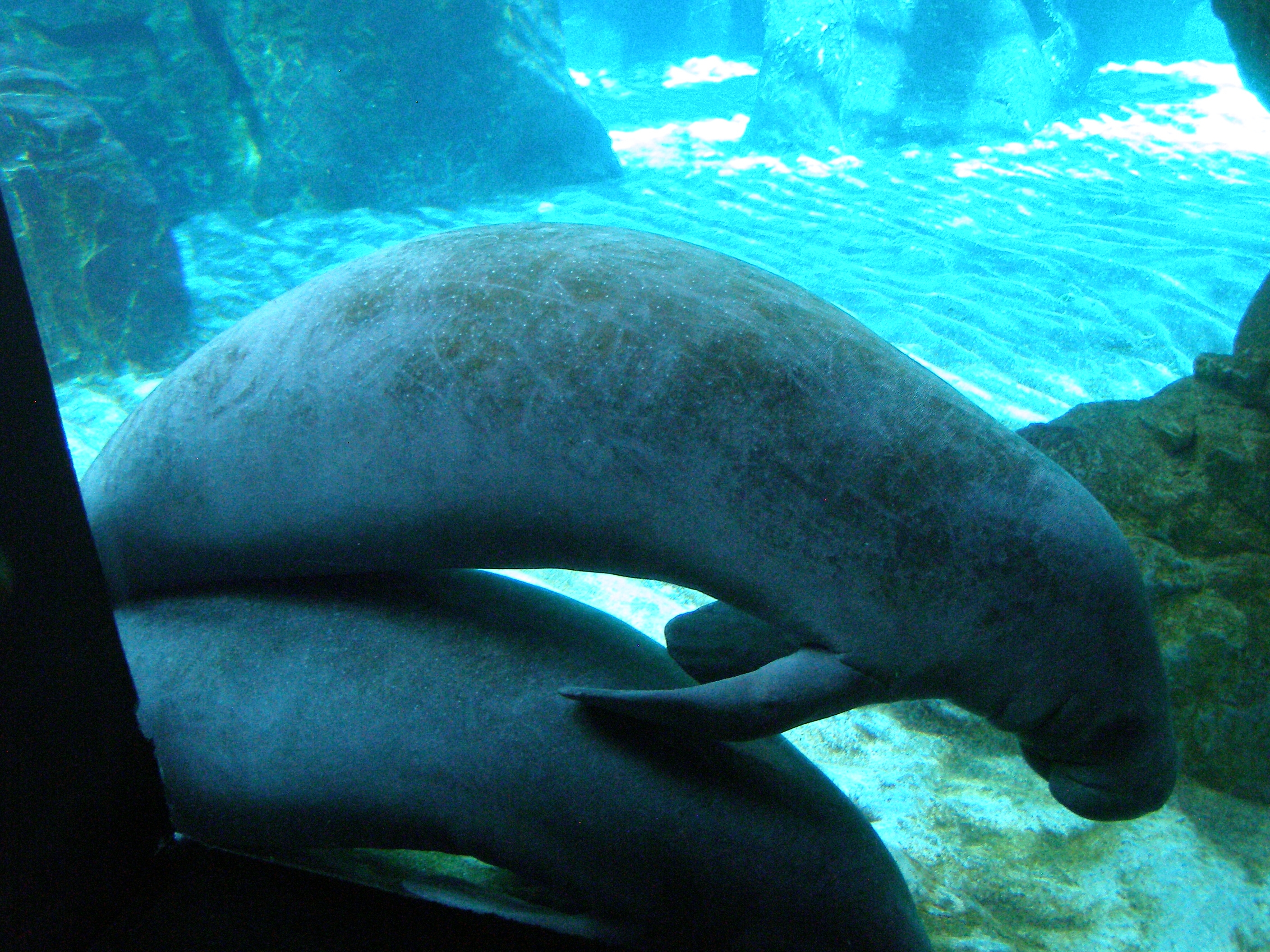
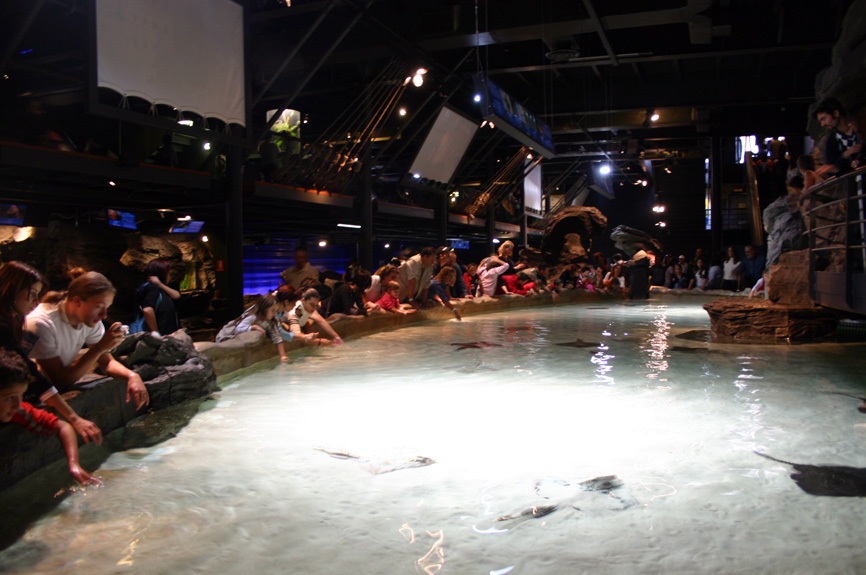
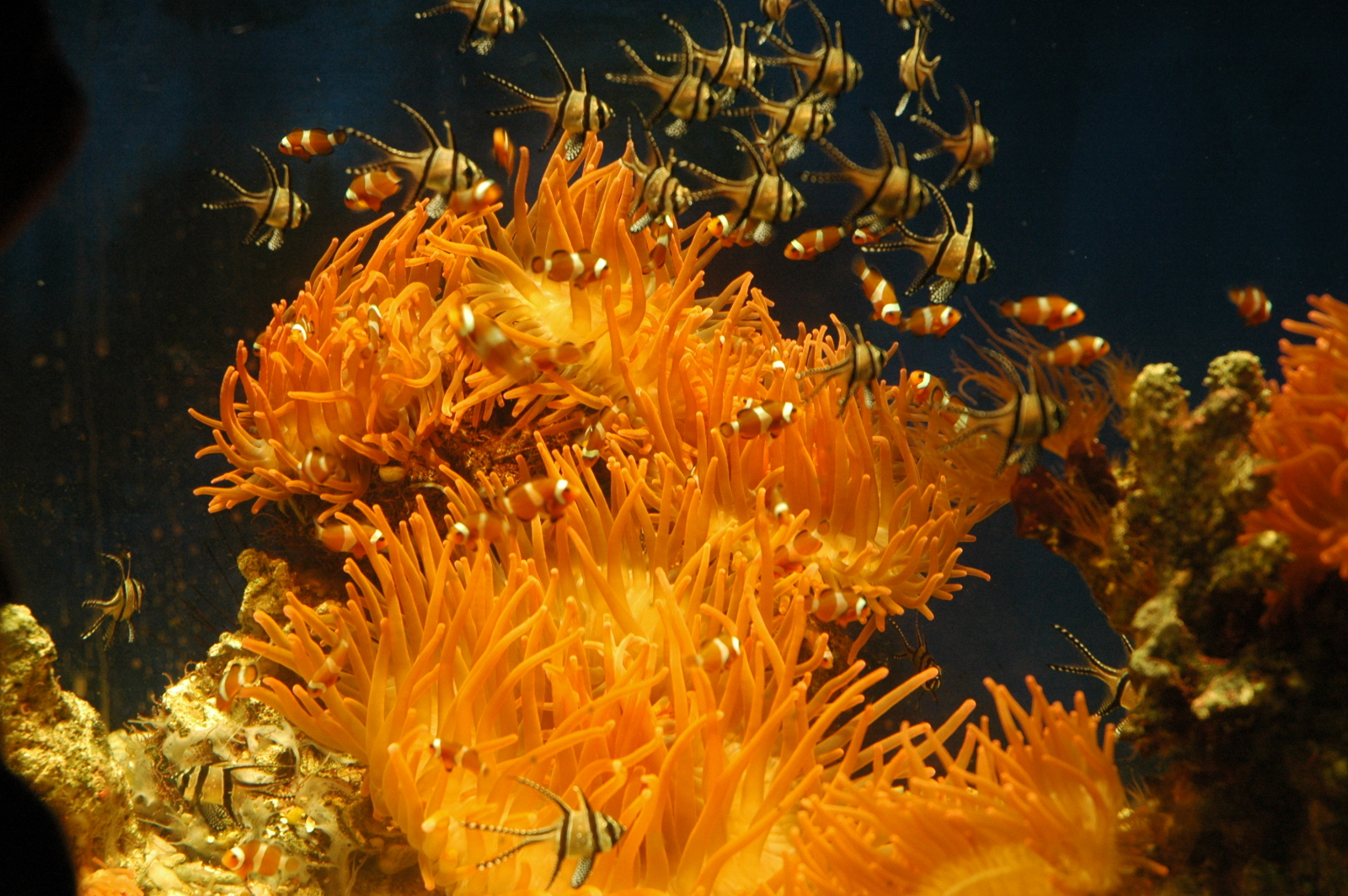
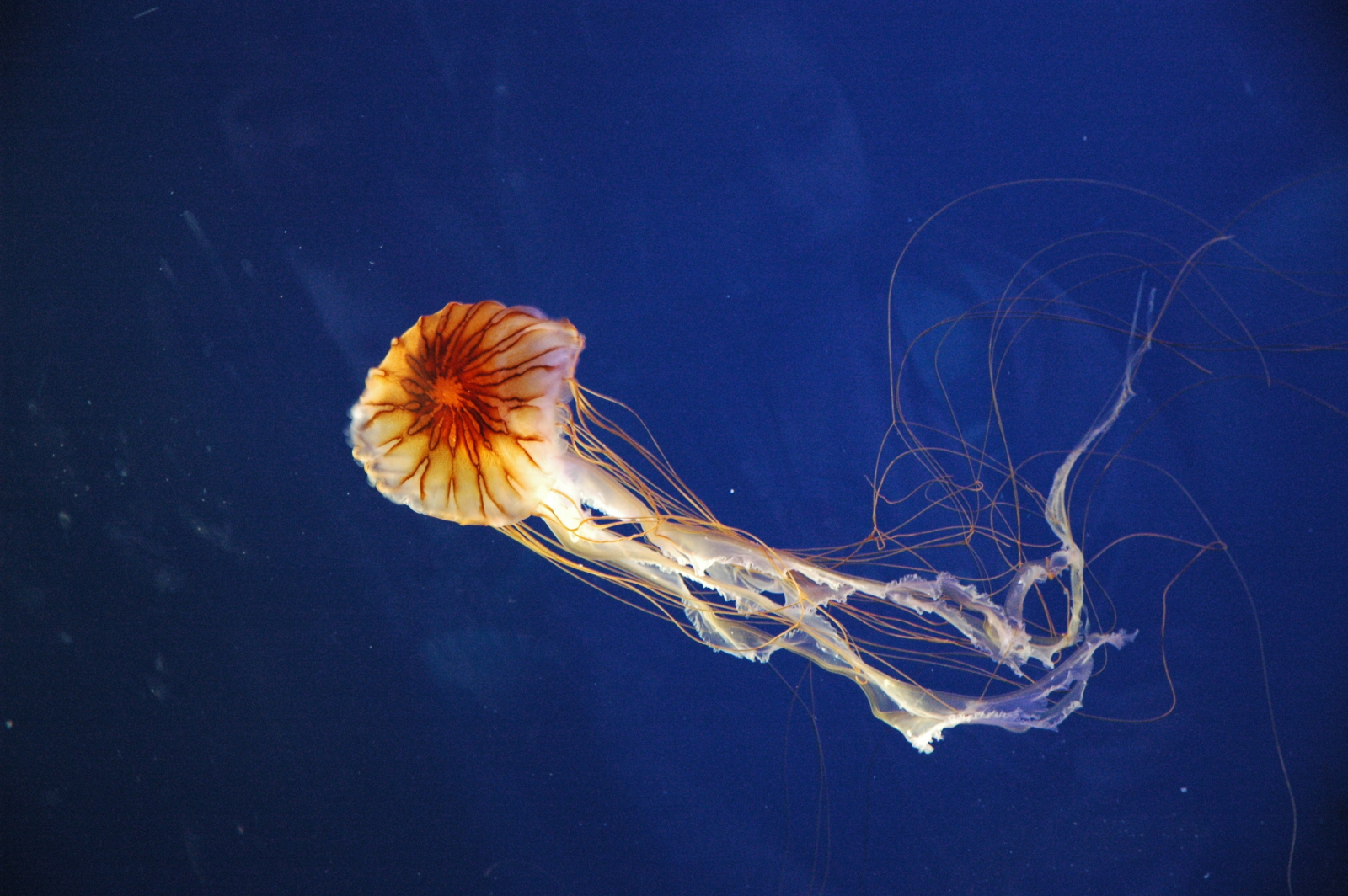
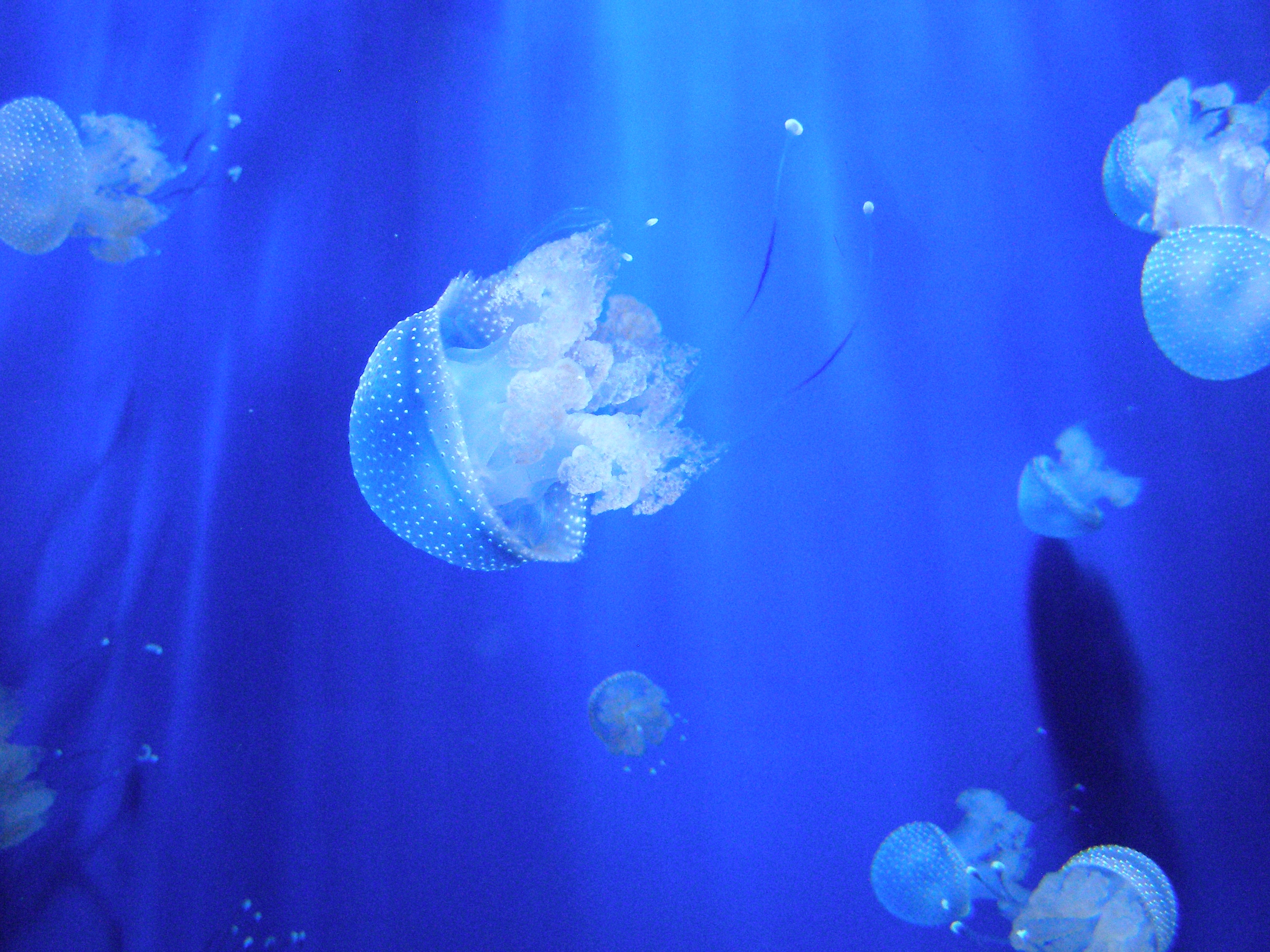
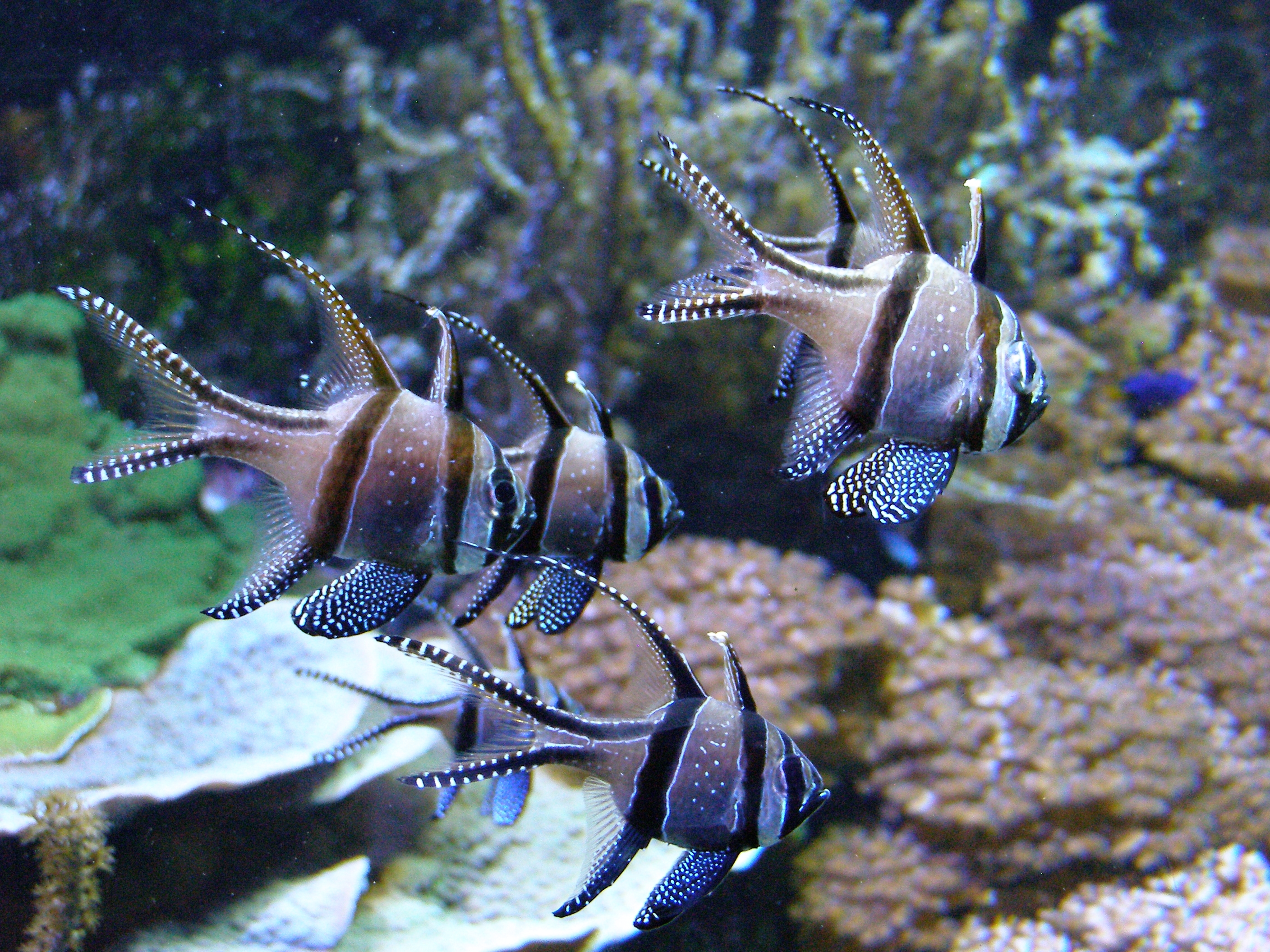
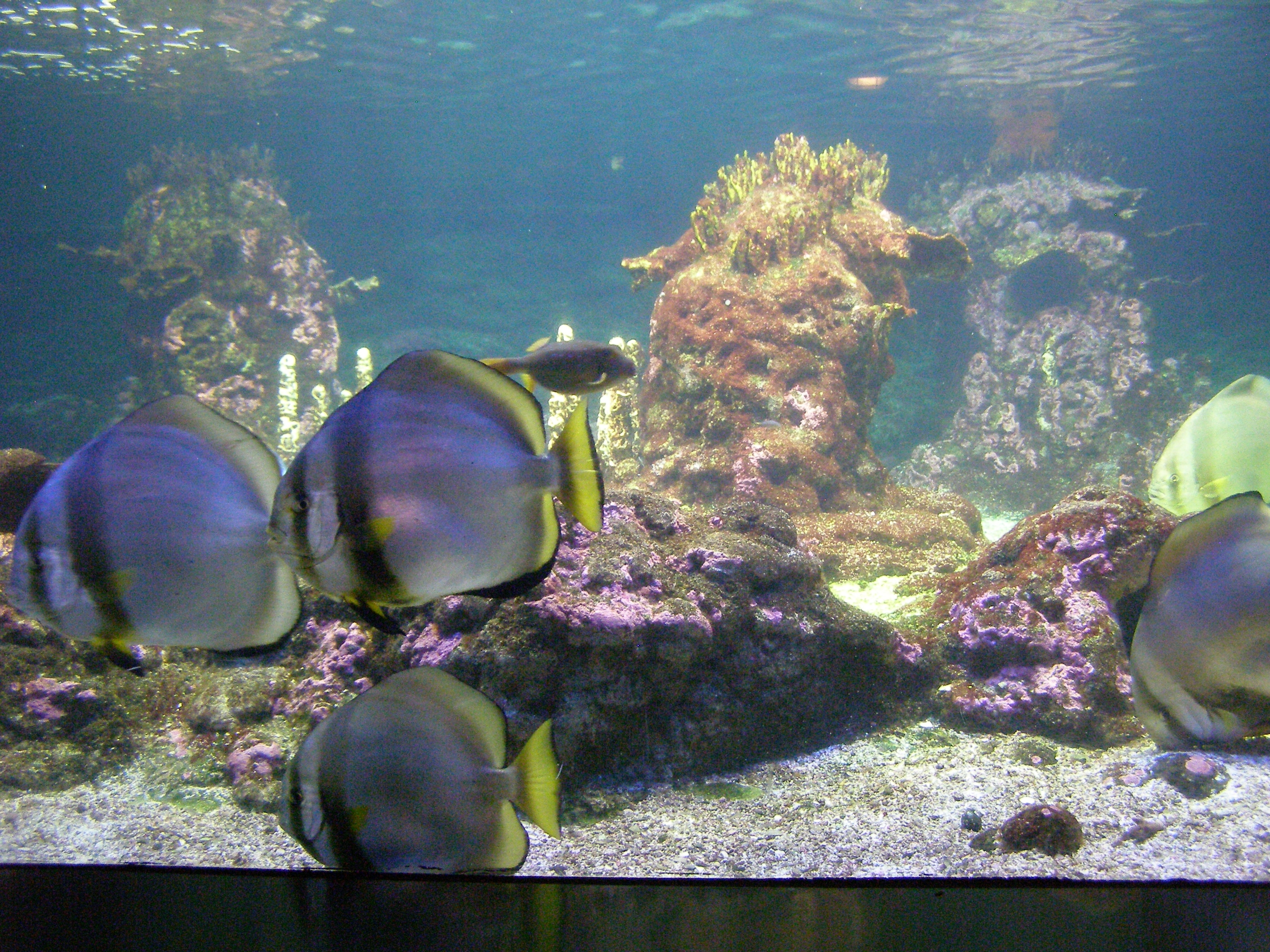
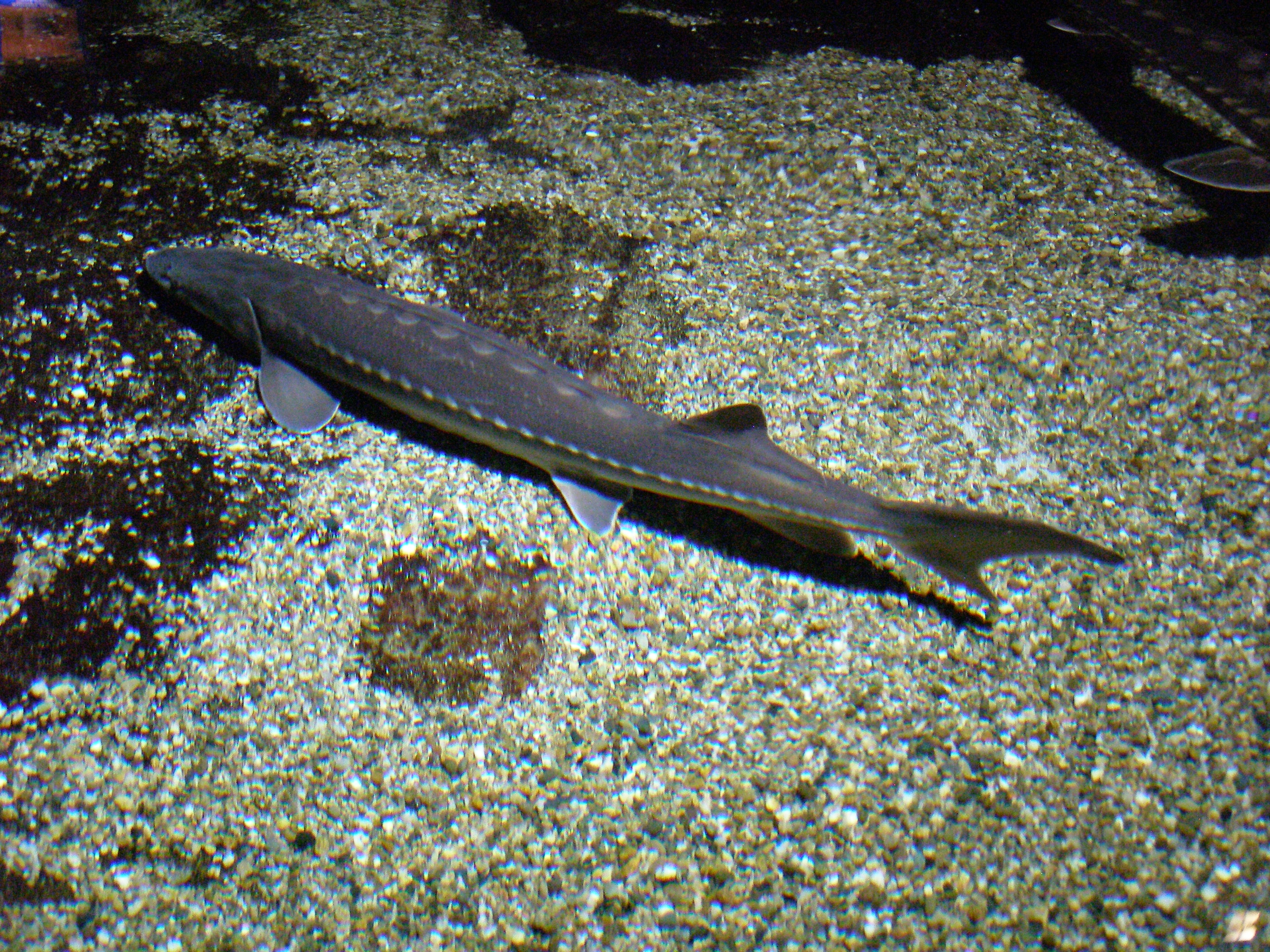
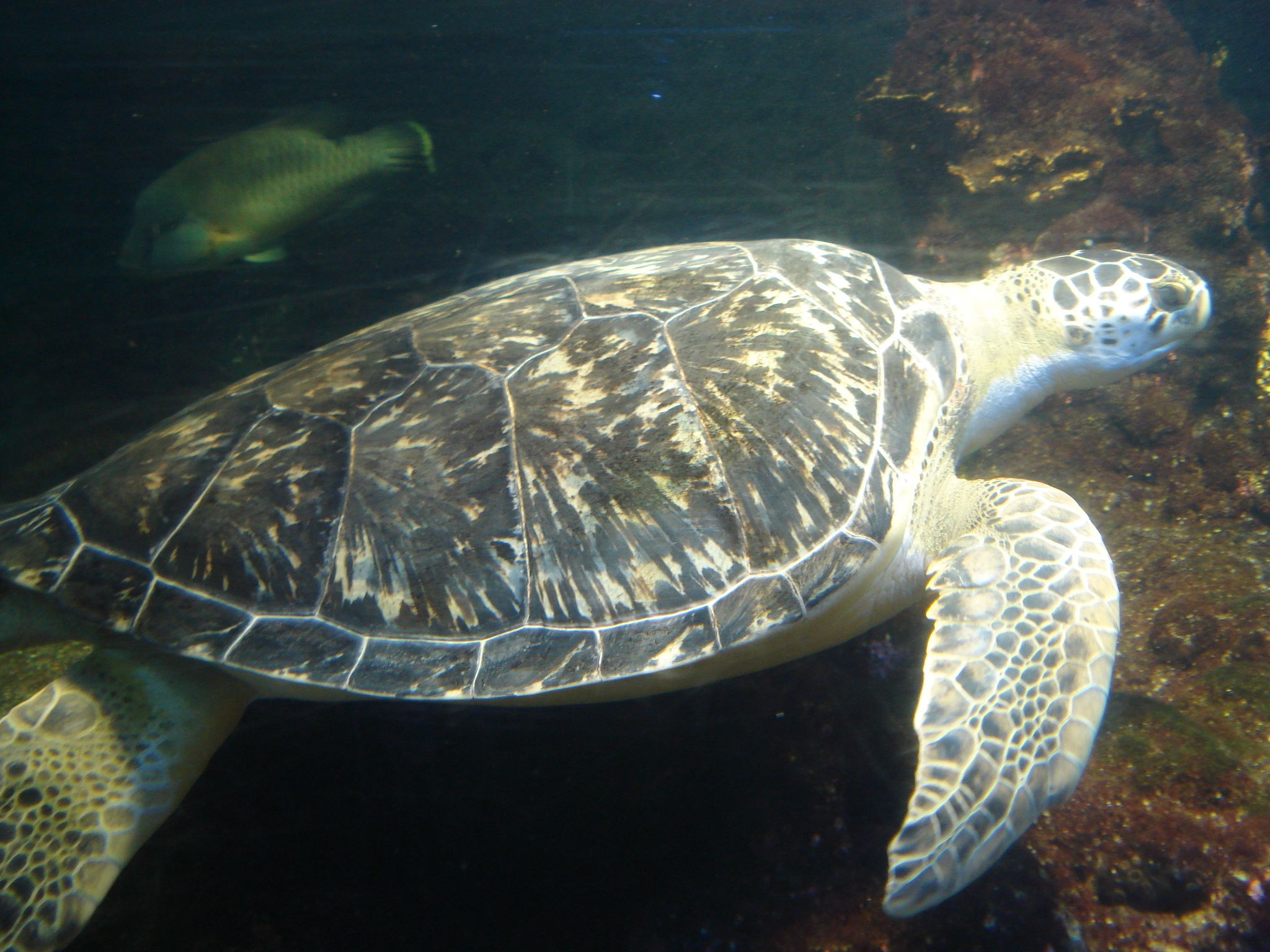
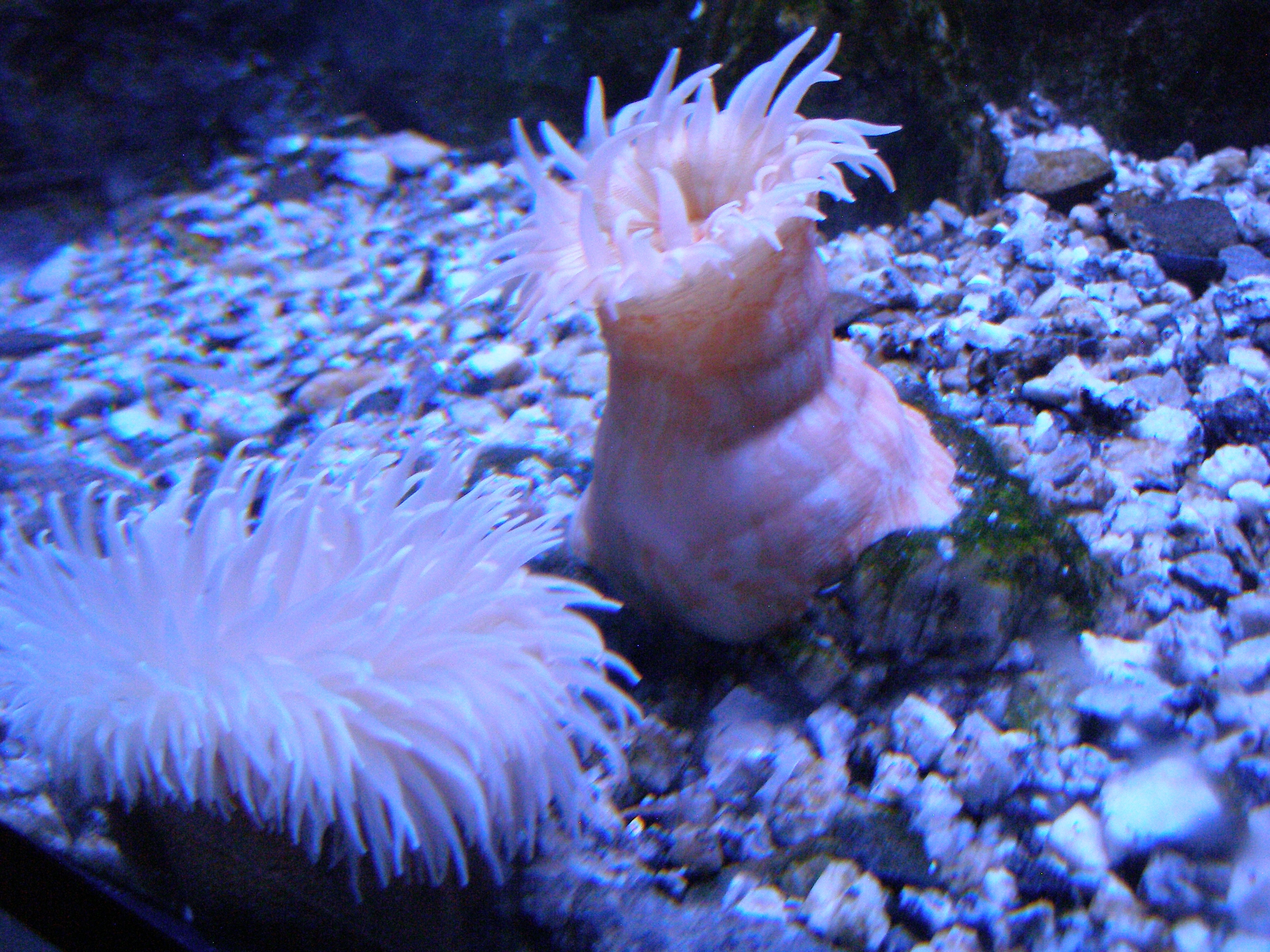
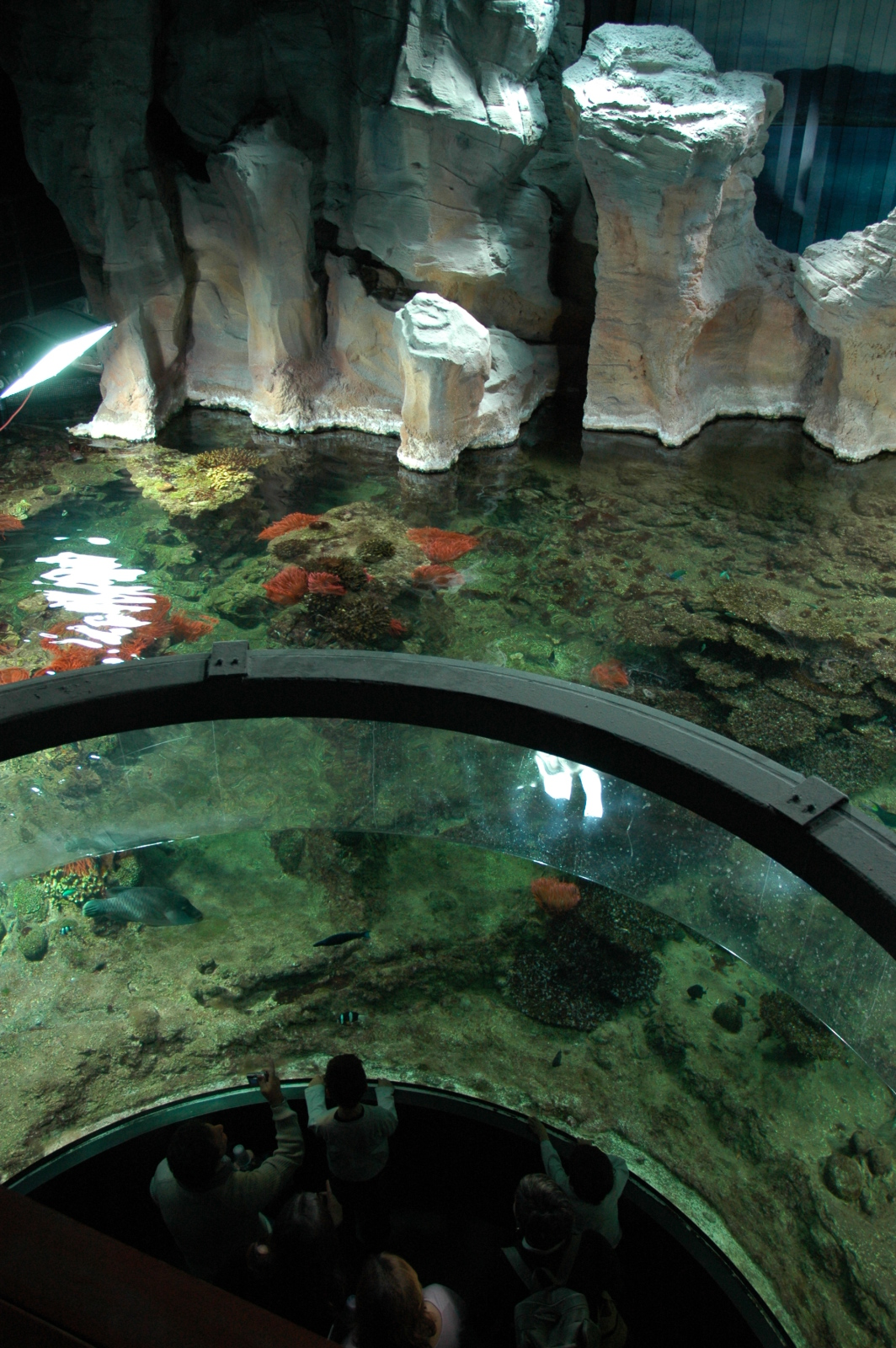
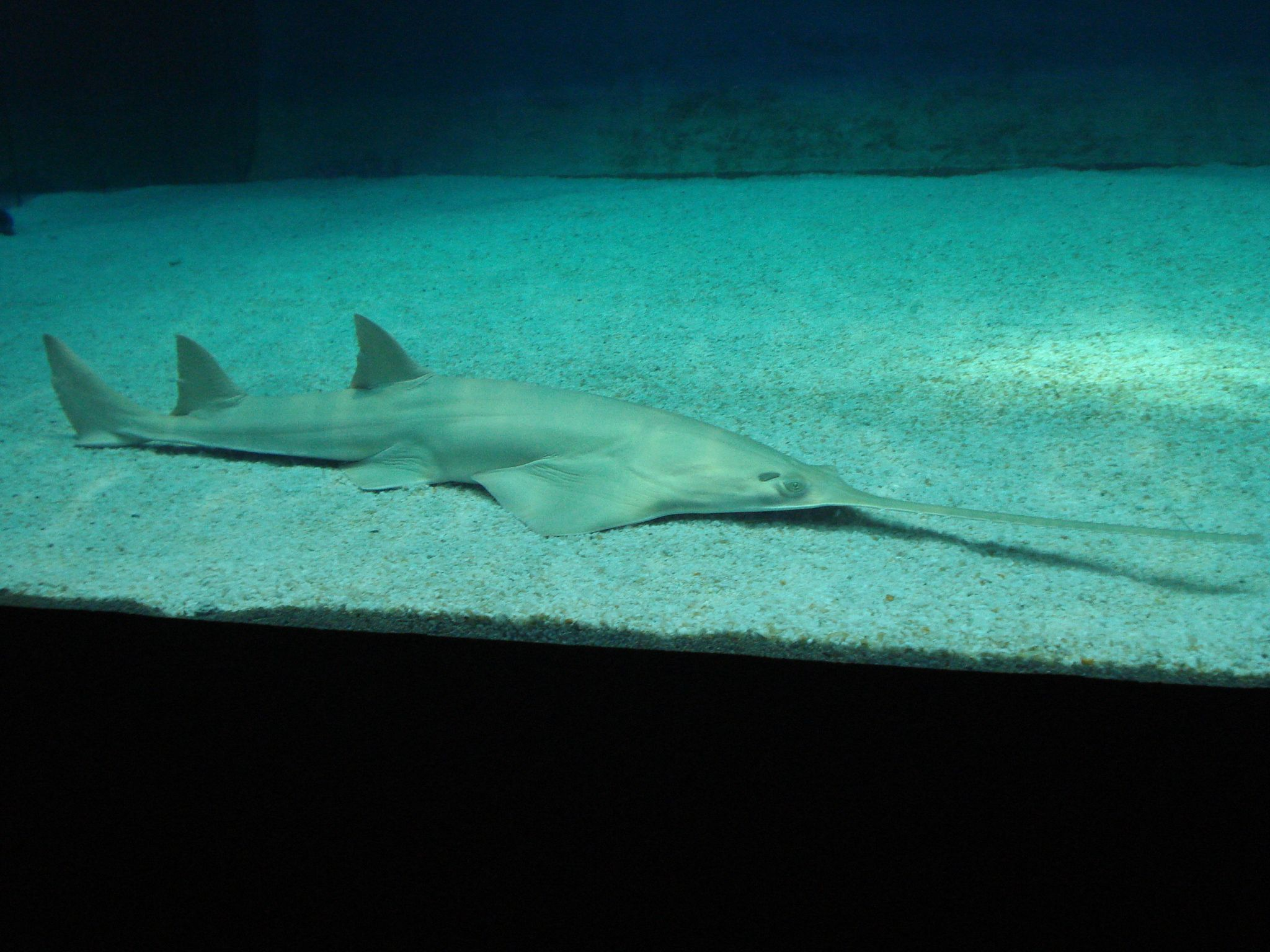
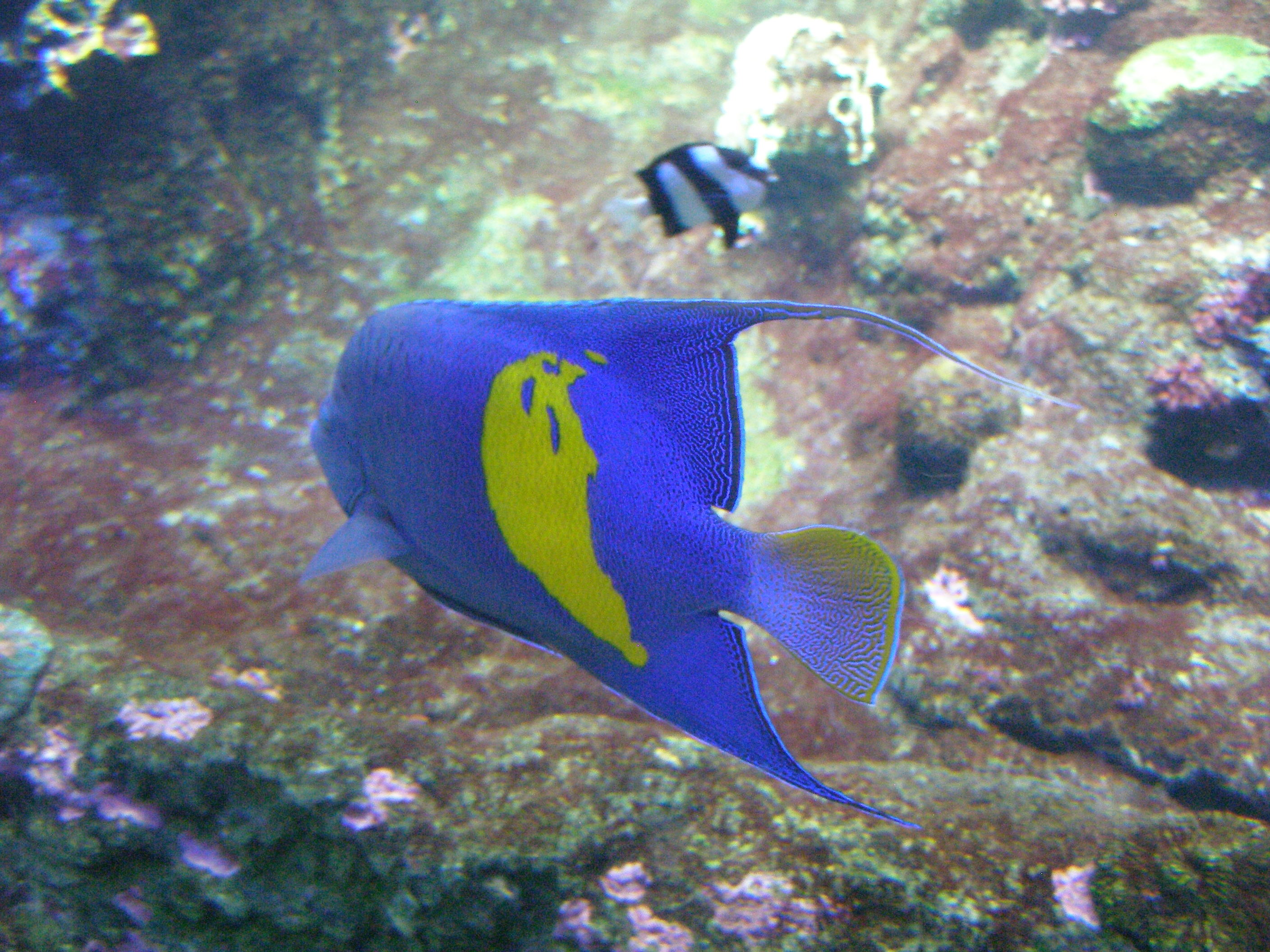
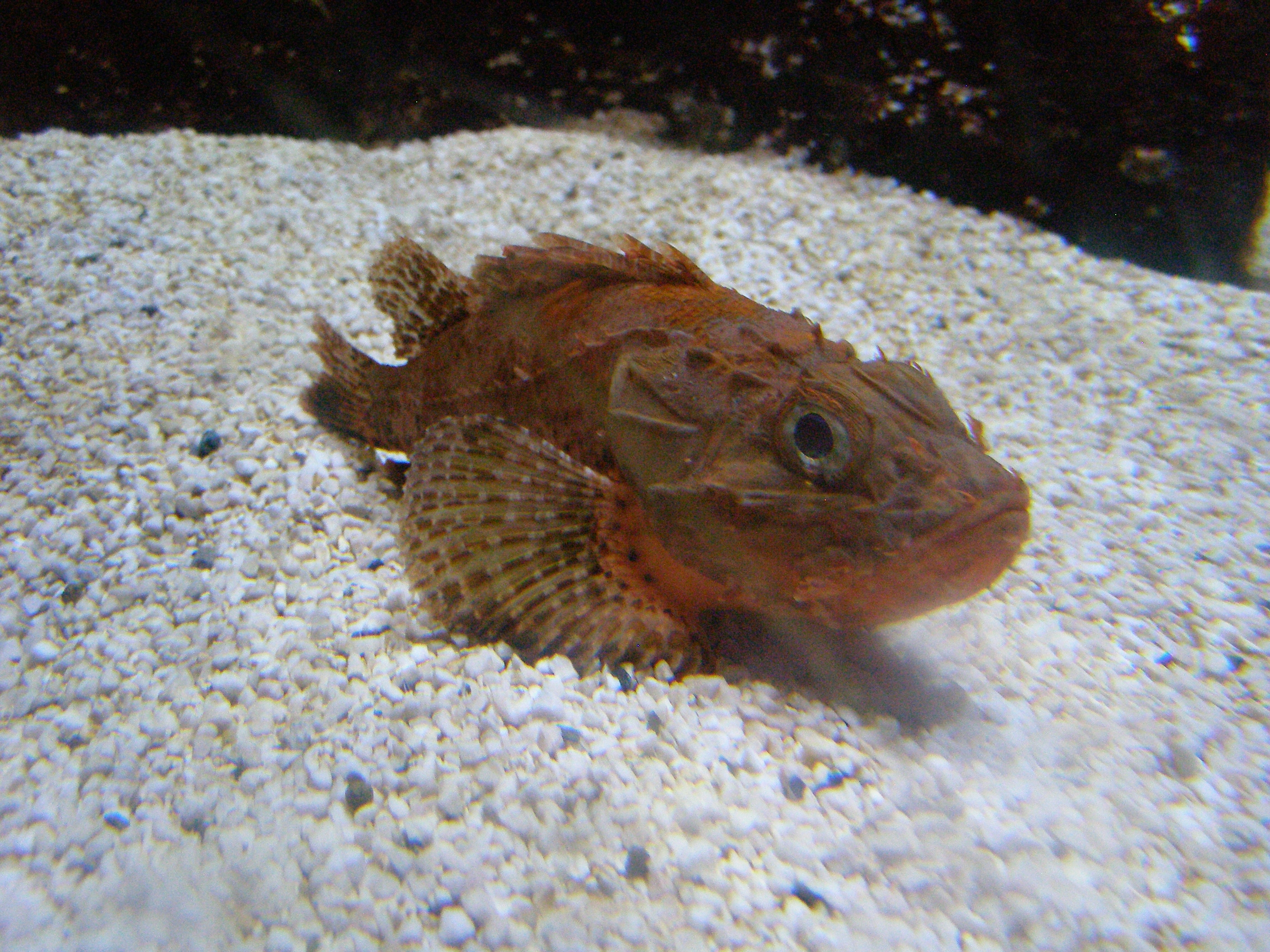